# Paperback Writer/Rain
Paperback Writer/Rain è il 12° singolo discografico dei Beatles, pubblicato nel 1966.

## Tracce
Testi e musiche di John Lennon e Paul McCartney.
1. Paperback Writer – 2:18
2. Rain – 2:59

## Accoglienza
La canzone arrivò al primo posto in Regno Unito per due settimane, Stati Uniti per due settimane, Germania Est e Germania Ovest per tre settimane, Australia, Nuova Zelanda, Paesi Bassi per due settimane e Norvegia per quattro settimane e al quarto in Austria.

## Brani

### Paperback Writer
Paperback Writer fu scritta da John Lennon e Paul McCartney ed è una delle ultime canzoni dei Beatles a essere stata cantata in concerto, dato che fu incisa nel bel mezzo del loro tour mondiale del 1966. Della canzone venne anche prodotto un video che venne pubblicato il 9 giugno. La canzone non è mai apparsa in un album ufficiale ma è inclusa in molte raccolte quali A Collection of Beatles' Oldies (But Goldies), Hey Jude, 1962-1966 e 1.
La traccia venne registrata in undici ore tra il 13 e il 14 aprile 1966. Secondo una versione, una zia di McCartney chiese al nipote di scrivere una canzone con un tema diverso dal rapporto tra un ragazzo e una ragazza. Un'altra tesi sostiene che l'idea della canzone venne a McCartney dal titolo di un libro che Ringo Starr stava leggendo e un'altra ancora, dichiarata sempre da McCartney in un'intervista del 2007, mentre una mattina stava leggendo la pagina della posta dei lettori in una rivista.
Le chitarre e il basso Rickenbacker a tastiera estesa di Paul avevano visto il loro sound modificato con delle scosse elettriche prodotte dal congiungimento degli altoparlanti. Il riff delle chitarre e degli arrangiamenti vocali, con Paul voce guida e John e George a supporto, sono un validissimo insieme musicale (anche se Lennon e Harrison non rimasero del tutto seri nell'eseguire i cori, come si può capire dall'ansimare delle loro risate intelligibile in una pista della voce molto "sporca", e dal loro intonare "Frère Jacques","Fra Martino campanaro" durante la seconda sequenza strofa/ritornello). Paperback Writer è l'invocazione di uno scrittore che vorrebbe esser letto, e si rivolgeva a tutti quelli che, come i primi Beatles, cercavano degli editori. L'artista in questione era il poeta "beat" Royston Ellis, che nel 1960 era venuto in contatto con il gruppo allora in formazione. In una conversazione avuta con Paul McCartney, Ellis aveva ripetuto insistentemente al musicista di ambire a diventare uno scrittore di libri tascabili (un "paperback writer"), e il ricordo di questo episodio verosimilmente affiorò dal subconscio di Paul quando si trattò di trovare il testo della composizione.

#### Videoclip
Il regista Michael Lindsay-Hogg girò quattro filmati promozionali per la canzone, dal 19 al 20 maggio 1966. Il primo giorno i Beatles furono ripresi a colori in studio di registrazione agli EMI Studios, per la puntata dell'Ed Sullivan Show, andata in onda il 5 giugno, e due volte in bianco e nero mentre eseguivano Paperback Writer per la televisione britannica. L'ultima performance fu mandata in onda nel corso dei programmi Ready Steady Go! e Thank Your Lucky Stars il 3 e il 25 giugno, rispettivamente.
Il 20 maggio, Lindsay-Hogg girò un altro filmato a colori a Chiswick House, Londra. I Beatles mimarono solo di suonare la canzone, ripresi nel giardino della residenza circondati da statue. Il video venne mostrato in bianco e nero a Top of the Pops su BBC-TV il 2 giugno. Il filmato promozionale del 20 maggio è stato incluso nella compilation video 1, mentre sia la versione a colori del 19 maggio sia quella del 20 sono state incluse nella versione su triplo CD della compilation, intitolata 1+.

## Copertina
Nel Regno Unito il singolo è stato pubblicato con la Butcher Cover (Copertina del macellaio), che fu anche la copertina della raccolta Yesterday and Today. La copertina venne in seguito ritirata per via delle furiose polemiche che scatenò negli Stati Uniti.

## Formazione
- John Lennon - cori, chitarra ritmica
- Paul McCartney - voce, basso
- George Harrison - cori, chitarra solista
- Ringo Starr - batteria, tamburino